# پاراپانچا
پاراپانچا (انگلیسی: Parapancha) فیلم کمدی روان شناختی زبان کنادا، محصول سال ۲۰۱۶ هند است که فیلمنامه و کارگردانی آن را کریش جوشی بر عهده داشته و توسط یوگاراج موویز با همکاری ودام استودیو تولید شده‌است. نقش‌های اصلی را دیگانت (Diganth)، راگینی دویودی بر عهده داشته‌اند، ضمن اینکه نقش‌های محوری دیگر را آنانت ناگ، بهاوانا رائو و اچ.جی. داتاتریا بازی کرده‌اند.
یوگش در یک سکانس آهنگ خاص، حضور داشته‌است.

## پیوند بیرونی
- پاراپانچا در بانک اطلاعات اینترنتی فیلم‌ها (IMDb)